# Museu Evaristo Valle
La Fundació Museu Evaristo Valle és un museu dedicat a la trajectòria i obra del pintor asturià Evaristo Valle. Fundada el 1981, la seva artífex principal va ser María Rodríguez del Valle, neboda de l'artista. El museu, inaugurat el 5 de març de 1983, acull obres del pintor asturià, però també ha organitzat exposicions temporals sobre altres artistes. Ha estat guardonat amb la Medalla d'Honor de la Reial Acadèmia de Sant Fernando el 1984 i amb un Esment d'Honor del Consell d'Europa a través del seu comitè per al «premi del museu europeu de l'any» el 1985.